# Mouvement solidarité participation
Le MSP est fondé en 1971 sous le nom de Mouvement Socialisme et Participation[réf. nécessaire] (ou Mouvement pour le socialisme par la participation) par Philippe Dechartre, Pierre Billotte et Yvon Morandat. 
Il succède à la Fédération de la gauche gaulliste qui fusionne le Front travailliste, Démocratie et travail et l'Union de la gauche Ve République[réf. nécessaire]. Mouvement associé au Rassemblement pour la République, le MSP devient en 1982 le Mouvement Solidarité Participation, puis en 2001 le Club Nouveau Siècle[réf. nécessaire].

## Historique
Aux élections législatives de 1973, 39 candidats sont élus députés avec le soutien du MSP. Ils s'inscrivent dans le groupe UDR.
En mai 1973, le MSP revendique 16 000 adhérents. Le même mois, il décide d'interdire à ses adhérents, dont beaucoup sont membres de l'UDR, d'appartenir à d'autres formations politiques à partir de 1974, de façon à gagner en indépendance, mais tout en restant ancré dans la majorité.

## Dirigeants
En 1973, le MSP est dirigé par Pierre Billotte et son secrétaire général est Philippe Dechartre. Il a pour président d'honneur Edgar Faure qui est alors président de l'Assemblée nationale.